# Vlag van Vukovar-Srijem

Vlag van Vukovar-Srijem (ratio 1:2)

De vlag van Vukovar-Srijem bestaat uit zeven banen van goudgeel en wit, met in het midden het provinciewapen. De vlag werd aangenomen in 6 augustus 1993. Het wapen is afkomstig van de Hongaarse historische comitaat Syrmië, nu verdeeld tussen Kroatië en Vojvodina. Het wapen werd in 1748 door Maria Theresia aan dit gebied verleend. Het wapen is blauw met drie witte balken – de rivieren de Donau, de Sava en de Bosut, over alles heen een hert rustend op een groen veld en met een gele halsband als symbool van rijkdom, naast het hert een Slavonische eik, als symbool voor de rijkdom van het land. De vlag en wapen is ontworpen door Dubravko Matakovic.